# 2863 Ben Mayer
2863 Ben Mayer è un asteroide della fascia principale. Scoperto nel 1981, presenta un'orbita caratterizzata da un semiasse maggiore pari a 3,1599444 UA e da un'eccentricità di 0,1966665, inclinata di 1,96744° rispetto all'eclittica.